# Engelepogon
Engelepogon is een vliegengeslacht uit de familie van de roofvliegen (Asilidae).

## Soorten
- E. antiochienensis (Tsacas, 1964)
- E. brunnipes (Fabricius, 1794)
- E. cingulifer (Becker in Becker & Stein, 1913)
- E. collarti (Bequaert, 1964)
- E. chrysophora (Tsacas, 1964)
- E. goedli (Loew, 1854)
- E. idiorrhythmicus (Janssens, 1960)
- E. keiseri (Tsacas, 1967)
- E. kocoureki (Hradský & Hüttinger, 1984)
- E. naxia (Macquart, 1838)
- E. nesiotis (Tsacas, 1964)
- E. pallida (Theodor, 1980)
- E. ravus (Loew, 1871)
- E. thasia (Tsacas, 1964)